# Långtjärnarna (Dalby socken, Värmland)
Långtjärnarna är en sjö i Torsby kommun i Värmland och ingår i Göta älvs huvudavrinningsområde.